# Supreme (marca)
Supreme es una marca de ropa y patinaje estadounidense  fundada en la Ciudad de Nueva York en abril de 1994. La marca produce ropa, accesorios y también monopatines. Sus zapatos, ropa, y los accesorios son vendidos extensamente en el mercado secundario o reventa, donde pueden alcanzar precios muy superiores a su precio de venta original.
Su sencillo y distintivo logotipo, también conocido como boxlogo en inglés, con «Supreme» escrito en blanco sobre fondo rojo  está basado en la propaganda artística de Barbara Kruger.

## Historia
La marca fue fundada por James Jebbia en abril de 1994.
La primera tienda de Supreme fue abierta en una vieja oficina en Lafayette Street en el centro de Manhattan (Nueva York) en abril de 1994.
En 2004, una segunda tienda fue abierta en Fairfax Avenue en Los Ángeles, en California, la cual es casi el doble de grande que la tienda de la Ciudad de Nueva York. Años después dio el salto a nivel internacional con nuevas tiendas en Milán (2021), París (2016), Londres (2011), Tokio (Harajuku, Daikanyama y Shibuya), Nagoya, Osaka, y Fukuoka. Estas nuevas tiendas simulan el diseño de la tienda original de Lafayette.

## Trabajo y colaboraciones
Supreme tiene una amplia historia en colaboraciones. Entre sus colaboradores frecuentes se incluyen  Nike/Air Jordan, Vans, Clarks, The North Face, Hanes, Angel Shumi, Playboy, Levi's, Timberland, Coleman, Comme des Garçons, y la italiana Stone Island. Supreme también ha colaborado con marcas para crear accesorios de variedad y otros elementos, como por ejemplo una bicicleta de gas con Coleman.
Supreme ha lanzado cubiertas de monopatín que presentan las obras de arte de Harmony Korine, Rammellzee, Ryan McGinness, KAWS, Larry Clark, Jeff Koons, Richard Prince, Christopher Wool, Alessandro Mendini, Nate Lowman, Damien Hirst, y John Baldessari. Además,  han colaborado con otros fotógrafos, artistas, y diseñadores como David Lynch, Robert Crumb, Marilyn Minter, Takashi Murakami, Daniel Johnston, Peter Saville, Futura, Bad Brains, Public Enemy, H. R. Giger, Mark Gonzales, M.C. Esher, Dash Snow, y Nan Goldin.

### Vídeos
El sitio web de Supreme mantiene una página para vídeos oficiales creados por la marca.
El primer vídeo lanzado por Supreme fue A love Supreme, con música de John Coltrane y filmado por Thomas Campbell. Era un vídeo de patinaje de 16 minutos en blanco y negro filmado con una cámara Super 8.
En 2014, Supreme lanzó 'Cherry', y en 2018, BLESSED; vídeos de skate filmados por William Strobeck.

## Premios
En 2018, Supreme obtuvo el Premio al Diseñador del Año por el Consejo de Diseñadores de Moda de América Menswear.

## En cultura popular
Numerosas personas famosas han llevado la ropa Supreme en público incluyendo miembros del grupo Odd Future, Odell Beckham Jr, Justin Bieber, Bad Bunny, BTS J-Hope, y EXO Byun Baek-hyun.
Otras celebridades que han sido vistas llevando la marca son Shane Macgowan, Kate Musgo, Prodigy, Slick Rick, Diddy, Lady Gaga, Alemán (rapero) y David Blaine.
La marca Supreme ha alcanzado gran popularidad internacional en los últimos años, especialmente en China.